# Zsuzsa Mihály
Zsuzsa Mihály (Bér, 1952. –) magyar színész, énekes, előadóművész.

## Élete és pályafutása
Nógrád megyében, Béren született, 1952-ben. Középiskolái tanulmányait Pásztón végezte. Az OSZK stúdiójában Vörös Sári és Reményi Sándor tanítványa volt. Színészi diplomáját a Színház- és Filmművészeti Főiskola operett-musical szakán szerezte, Kazán István osztályában végzett 1983-ban. Pályáját a győri Kisfaludy Színház társulatánál kezdte. Zenés és prózai darabokban is játszott. 1987-től a budapesti Népszínházhoz szerződött. 1991-től szabadfoglalkozású színművész, énekes. Gyakori szereplője rendezvényeknek, gálaesteknek, szórakoztató műsoroknak. Nyugat-Európa több városában és a környező országokban is fellépett. Versírással, dalszövegírással is foglalkozik.

## Fontosabb színpadi szerepei
- Friedrich Dürrenmatt: Az öreg hölgy látogatása... Roby
- Georges Feydeau: Megáll az ész!... Gongourgnac, túlkoros
- Victorien Sardou: Szókimondó asszonyság... Ecetes
- Friedrich von Flotow: Márta... Lord Tristran, főpohárnok
- Pietro Mascagni : Parasztbecsület... Alfio
- Ruggero Leoncavallo: Bajazzók... Silvio
- Giuseppe Verdi: A trubadúr... Luna gróf
- Giacomo Puccini: Bohémélet... Schaunard, zenész
- Eugène Scribe: Fra Diavolo, a rablók királya... Lord Kookburn
- William Shakespeare – Samuel Spewack – Bella Spewack: Csókolj meg, Katám!... Harrison Howell, szenátor
- Franz Schubert: Három a kislány... Schwind, festő
- Johann Strauss: A cigánybáró... Carneró, gróf, császári biztos
- Johann Strauss: A denevér... Falke
- Salomon Hermann Mosenthal: Windsori víg nők... Dr. Cajus
- Georges Bizet: Carmen... Morales, tizedes
- Erkel Ferenc: Bánk bán... II. Endre, magyar király
- Kodály Zoltán: Háry János... Burkus silbak
- Lehár Ferenc: A víg özvegy... Vicomte Cascade
- Lehár Ferenc: A mosoly országa... Hadfaludy Feri
- Kálmán Imre: Cigányprímás... Schwarz Józsi, brácsás
- Giulio Scarnicci – Renzo Tarabusi: Kaviár és lencse... Vittorio
- Paul Burkhard: Tűzijáték... Alex Obolski
- Sáry László: In Sol... szereplő (Budapesti Kamaraopera)
- Tamási Áron: Ősvigasztalás... Gazsi
- Király László: Vakok... A fehér (Budapesti Kamaraopera)
- Kapecz Zsuzsa – Pataki Éva: Tündér a padláson... Kálmán doktor (Karika Színpad)
- N. Richard Nash: Esőcsináló... A sheriff (Gózon Gyula Kamaraszínház)

## Diszkográfia
- Emlékek, Filmzenék, Világslágerek
- Értsd meg kicsim, hidd el picim! - Dal, móka, kacagás, egészségmegőrző zene
- Hej, Cigány!
- Harang csendül, ének zendül - Karácsonyi hangulat
- Ragyogj, ragyogj szerencsecsillagom...!

## Díjai, elismerései
- Aranykoszorús nótaénekes
- Fészek-klub kupléversenyének és a Nóta-olimpiának nyertese.
- Rákoskertért díj